# Jigsaw Rock Gut
Jigsaw Rock Gut (englisch für Puzzlefelsenrinne) ist eine markante Schlucht im ostantarktischen Viktorialand. In der Royal Society Range liegt sie 800 m westlich des Margaret Hill des Rucker Ridge.
Das New Zealand Geographic Board benannte sie 1994 im Anschluss an Arbeiten einer Mannschaft des New Zealand Geological Survey. Die Benennung ist eine Allegorie auf die verschachtelten Falten im Marmorgestein der Ostwand dieser Schlucht.